# الحرب الأهلية في فرنسا
«الحرب الأهلية في فرنسا» (بالألمانية: "Der Bürgerkrieg in Frankreich")‏ كتيب كتبه كارل ماركس، ليكون بيانا رسميا من المجلس العام للأممية الأولى حول طبيعة وأهمية نضال من أعضاء الكومونة في كومونة باريس.

## الكتابة
بين منتصف أبريل ونهاية مايو 1871، جمع كارل ماركس، أثناء إقامته في لندن، مقتطفات من الصحف الإنجليزية والفرنسية والألمانية حول التقدم المحرز في الحرب الأهلية الفرنسية، التي كانت بين العمال الراديكاليين في باريس ضد القوات المحافظة من خارج المدينة. كانت المطبوعات الفرنسية التي تدعمها الكومونة متاحة لماركس، فضلا عن العديد من الدوريات البرجوازية التي نشرت في لندن باللغتين الإنجليزية والفرنسية. وكان لماركس أيضا إمكانية الوصول إلى التفسيرات الشخصية للأحداث مررها له العديد من الشخصيات البارزة في الكومونة مثل بول لافارج وبيتر لافروف.
وكان ماركس يعتزم في الأصل كتابة نداء يوجهه للعمال في باريس وقدم مثل هذا الاقتراح إلى اجتماع المجلس العام للأممية في 28 مارس 1871، وهو اقتراح صودق عليه بالإجماع. أقنعت التطورات الأخرى في فرنسا ماركس أن يوجه الوثيقة بدلا من ذلك إلى الطبقة العاملة في العالم، وفي اجتماع المجلس العام الذي عقد في 18 أبريل، طرح هذا الاقتراح مشيرا إلى رغبته في الكتابة على «التوجه العام للنضال.» تمت الموافقة على الاقتراح، وبدأ ماركس في كتابة الوثيقة. على ما يبدو فقد كتبه ماركس بين 6 مايو و 30 مايو 1871, وقد كتبت الوثيقة الأصلية باللغة الإنجليزية.

## النشر
نشرت الطبعة الأولى من الكتيب، وثيقة ضئيلة من 35 صفحة فقط، في لندن في حوالي 13 يونيو 1871 باسم «الحرب الأهلية في فرنسا: نداء للمجلس العام لجمعية الشغيلة الأممية». لم يطبع سوى 1000 نسخة من الطبعة الأولى، سرعان ما نفدت، وتلتها طبعة ثانية أقل تكلفة من 2000 نسخة. وظهرت في وقت لاحق من نفس العام طبعة ثالثة باللغة الإنكليزية، تتضمن تصويبا لعدد من  الأخطاء. ترجم الكتيب إلى الفرنسية والألمانية والروسية والإيطالية والإسبانية والهولندية والفلمنكية والكرواتية والدانماركية والبولندية ونشر في الصحف وفي كتيبات بمختلف البلدان في الأعوام 1871 و 1872 . قام فريدريك إنجلز، شريك ماركس، بتقديم الترجمة الألمانية التي كانت أول مطبوعة تنشر متسلسلة في صحيفة دير فولكستات في يونيو-يوليو 1871 يليه دير فوربوت في أغسطس-أكتوبر 1871. ونشرتها فولكستات أيضا بشكل كتيب منفصل في لايبزيغ في نفس العام.
وفي الذكرى السنوية الخامسة لسقوط كومونة باريس، أعيد إصدار الطبعة الألمانية من الكتيب، حيث أجرى إنجلز بعض التصحيحات الطفيفة في الترجمة. ونشرت الطبعة الثانية أيضا في لايبزيغ من قبل جينوسنششافتسبوشدروكيري Genossenschaftsbuchdrukerei.
في عام 1891، في الذكرى السنوية العشرين لكومونة باريس، نشر إنجلز طبعة جديدة من العمل. وكتب مقدمة تؤكد على الأهمية التاريخية لتجربة كومونة باريس، وتعميمها النظري من قبل ماركس في «الحرب الأهلية في فرنسا»، وتوفير معلومات إضافية عن أنشطة أعضاء الكومونة بين بلانكويستيين والبرودونيين. كما قرر إنجلز إدراج مادة سابقة كتبها ماركس لصالح الأممية، وتوفير خلفية تاريخية إضافية للكومونة من رواية ماركس للحرب الفرنسية البروسية.

## الأبعاد النظرية
بالنسبة لماركس، جعله تاريخ كومونة باريس أن يعيد تقييم أهمية بعض كتاباته السابقة. وفي مقدمة لاحقة للبيان الشيوعي، كتب ماركس "فلا تعلق أهمية قائمة بذاتها على التدابير الثورية المذكورة في نهاية الفصل الثاني. ونحن لو عمدنا إلى إنشاء هذا المقطع اليوم، لاختلف في أكثر من نقطة عن الأصل." كانت تلك أول فقرة سعت إلى إظهار عملية استيلاء العمال على سلطة الدولة. في أعقاب نشر "الحرب الأهلية في فرنسا"، "لقد برهنت الكومونة بصورة خاصة أن "الطبقة العاملة لا يمكنها أن تكتفي بالاستيلاء على جهاز الدولة القائم واستخدامه في غاياتها الخاصة.'" كما أن كتاباته لهذا المقطع تثير صدعا بين الماركسيين - اللينينيين والديمقراطيين الاجتماعيين، الذين يفسرون كتاباته بشكل مختلف. وقد استخلصت التيارات الماركسية التحررية من هذا العمل في وقت لاحق من خلال التأكيد على قدرة الطبقة العاملة على تشكيل مصيرها دون الحاجة إلى قيام حزب ثوري أو دولة ثورية بالتوسط أو المساعدة في تحريرها. كتب فلاديمير لينين أن "تتلخص فكرة ماركس في أن واجب الطبقة العاملة هو تحطيم "آلة الدولة الجاهزة" وكسرها، لا الاكتفاء بمجرد الاستيلاء عليها." في المقابل، يعتقد الديمقراطيون الاشتراكيون أن كتابة ماركس لهذا يعني أنه يعتقد أن الثورة في باريس كانت فاشلة، وأن الثورة ليست ضرورية لتلبية احتياجات ديكتاتورية البروليتاريا.

## Notes
1. ↑  The scrapbooks compiled by Marx are still extant, housed in archives in Moscow tgat formerly held by the Institute of Marxism-Leninism.
2. 1 2 3  MECW, v. 22, pg. 665.
3. 1 2 3 4 5  MECW, v. 22, pg. 666.
4. ↑  Hal Draper, The Marx-Engels Register: A Complete Bibliography of Marx and Engels' Individual Writings.
5. ↑  Draper, Marx-Engels Register, v. 2, pg. 187.
6. ↑  Karl Marx and Frederich Engels, Communist Manifesto (Preface) http://www.marxists.org/archive/marx/works/1848/communist-manifesto/preface.htm نسخة محفوظة 2020-08-07 على موقع واي باك مشين.
7. ↑  Vladimir Lenin, State and Revolution https://www.marxists.org/ebooks/lenin/state-and-revolution.pdf نسخة محفوظة 2019-11-01 على موقع واي باك مشين.

## وصلات خارجية
- «الحرب الأهلية في فرنسا» – النص الكامل في موقع الحوار المتمدن
- مقدمة طبعة 1872 للبيان الشيوعي